# Maskierung (Chemie)
Maskierung bezeichnet in der Chemie das Unkenntlichmachen einer Substanz durch eine zweite Substanz. Um beispielsweise in der qualitativen anorganischen Analytik die Störung des Nachweises eines bestimmten Ions durch ein anderes Ion zu verhindern, wird ein Maskierungsmittel zugefügt, das mit dem störenden Ion reagiert. Dies geschieht häufig durch Bildung eines stabilen Komplexes mit dem Störion. So wird beispielsweise der Nachweis von Cobalt(II) mit Thiocyanat durch Eisen(III) gestört, da Letzteres mit Thiocyanat eine intensiv rote Färbung ergibt, die die blaue Farbe des Cobaltthiocyanats überdecken kann. Durch Zusatz von Fluorid werden die Eisenionen in den stabilen, farblosen Fluoridokomplex überführt, der nicht mehr mit Thiocyanat reagiert.
Auch bei der quantitativen Analyse wird die Maskierung von Störionen benutzt. So können etwa bei der komplexometrischen Titration von Zinkionen in Gegenwart von Eisen(III) die Eisenionen mit Triethanolamin komplexiert werden, so dass nur Zink erfasst wird; der Eisen-Triethanolamin-Komplex ist zu stabil, um mit dem Titrationsmittel EDTA zu reagieren.